# 隐果鹤虱
隐果鹤虱（学名：Lappula occultata）是紫草科鹤虱属的植物。分布于俄罗斯以及中国大陆的新疆等地，生长于海拔2,000米的地区，多生长于阳坡石质山坡，目前尚未由人工引种栽培。

## 别名
闭果鹤虱（中国高等植物图鉴）